# Frans de Potter
Frans de Potter (Gand, 4 gennaio 1834 – 15 agosto 1904) è stato uno scrittore belga.

## Carriera
Fu il direttore della Fondsenblad di Gand, e dal 1886 segretario dell'Accademia fiamminga. Scrisse una vasta opera, come Geschiedenis der Nederlandse Letterkunde, (1854), Volksliederen, (1861, una cantata Jacob van Artevelde, (1863), Geschiedwerk su Gent en Kortrijk, Geschiedenis van Jacoba van Beieren, (1880).
Di particolare importanza fu Vlaamsche bibliographie del 1893 e il suo Geschiedenis van de gemeenten van Oost-Vlaanderen (46 volumi). Fu premiato per Gemeentefeen a Vlaanderen nel 1870. Scrisse anche un romanzo storico Robert van Valois te Gent (1862).
Frans de Potter fu il principale fondatore della chiesa cattolica Davidsfonds, e divenne il suo primo segretario generale, e nel 1886 creò l'Accademia fiamminga a Gand come aggiunta alla Royal Academy di Bruxelles.